# Adam Flagler
Adam Michael Flagler, född 1 december 1999 i Duluth i Georgia, är en amerikansk professionell basketspelare (SG) som spelar för San Antonio Spurs i National Basketball Association (NBA). Han har tidigare spelat för Oklahoma City Thunder.
Flagler blev aldrig NBA-draftad.
Innan han blev proffs studerade Flagler först vid Presbyterian College och spelade för deras idrottsförening Presbyterian Blue Hose. Han blev senare överförd till Baylor University för spel i Baylor Bears.